# Полюстровская трамвайная подстанция
Полюстровская трамвайная подстанция — историческое здание, выявленный памятник архитектуры. Расположена в Калининском районе Санкт-Петербурга, современный адрес дома — Пискарёвский проспект, 4.

## История
Полюстровская подстанция сооружена в 1914—1915 годах в составе строительства второй очереди петербургского трамвая. Проект Полюстровской подстанции был разработан в строительном отделе Комиссии по сооружению построек городского трамвая второй очереди, автор проекта — гражданский инженер А. А. Ламагин.
Проект здания был утвержден городской думой в 1912 году. Участок под строительство, расположенный в Охтинском участке по Елизаветинской улице под № 33 и 36, был приобретён городской казной у С. Ц. Дехтеревой за 10760 руб. в 1913 году. Здание Полюстровской подстанции было построено по красной линии застройки Елизаветинской улицы в 1914—1915 годах. В ходе строительных работ объёмно-пространственное решение, заданное проектом, не изменилось. Но фасады были кардинально переработаны предположительно самим А. А. Ламагиным, с элементами неоклассики, в отличие от первоначально предложенного проектного решения 1912 года в формах модерна.
Подстанция была восьмой в городе и последней трамвайной подстанцией, запущенной до Октябрьской революции. В 1920-х Полюстровская подстанция была переименована и стала называться подстанция № 8 имени Ленина. К 1932 году на подстанции взамен одноякорных преобразователей были установлены новые ртутные выпрямители.
Во время блокады Ленинграда, в начале 1942 года, в помещениях подстанции было частично законсервировано оборудование, подстанция остановлена. По архивным документам Подстанция № 8 им. Ленина значилась действующей на 1 января 1943 года.
В послевоенный период первоначально небольшой участок подстанции расширился за счёт прирезки с северо-восточной стороны. К 1970-м годам при подстанции сформировалось «энергохозяйство» — комплекс вспомогательных построек (складов и сараев). Изменения границ участка и ситуации зафиксированы на генплане участка 1974 года. Само здание подстанции претерпело значительные изменения. К 1946 году к северной торцевой брандмауэрной стене была осуществлена нежилая кирпичная пристройка. В период до 1956 года к южному торцевому фасаду был пристроен новый производственный двухэтажный кирпичный объём. За счёт этой пристройки продольные западный и восточный фасады увеличились на 3 световых оси к югу. Вход в новую пристройку осуществлялся с южного фасада. Отмечалось, что эти объёмы не испортили общий облик.
В период эксплуатации в советский период на первоначальных фасадах закладывались и перебивались проёмы, в частности на западном фасаде третье с севера арочное окно машинного зала переделано в дверной проём. В северной и восточной части здания — в бывших жилых помещениях — делались перепланировки с перебивкой и закладкой проёмов, с установкой новых стен и перегородок. В машинном зале в 1950-х — 1960-х годах произведена замена оборудования.
В советский период в северной и восточной частях здания находились административные помещения. В объёме, примыкавшем к машинному залу с востока, размещались слесарные мастерские. В южной двухэтажной пристройке, имевшей коридорную планировку, помещения были приспособлены под жильё для работников подстанции.
В 2017 году здание принадлежало Горэлектротрансу и использовалось по назначению, с того времени глава управляющей компании «Теорема» Игорь Водопьянов говорит о желании снести подстанцию для организации на её месте газона, «чтобы не портила вид» — по его мнению, здание не является дореволюционным из-за перестроек и не имеет ценности. Взамен «Теорема» планировала построить другое здание подстанции на улице Жукова. В декабре 2018 года здание получило статус выявленного памятника архитектуры. 17 февраля 2025 года была опубликована экспертиза с рекомендацией не включать здание в список памятников архитектуры, так как «в условиях современной градостроительной ситуации объект экспертизы утратил свои первоначальное градостроительное значение». Хотя в 2018 году отмечалось, что подстанция наличием декора отличается от прочих, построенных в 1913—1915 годах, в экспертизе 2025 года заявлено отсутствие «значительной историко-архитектурной и эстетической ценности»; отдельно в экспертизе подчёркнуто, что подстанция во время блокады Ленинграда была запущена лишь в январе 1943 года, а не весной 1942 года, а значит, она не имеет мемориальной ценности.

## Описание

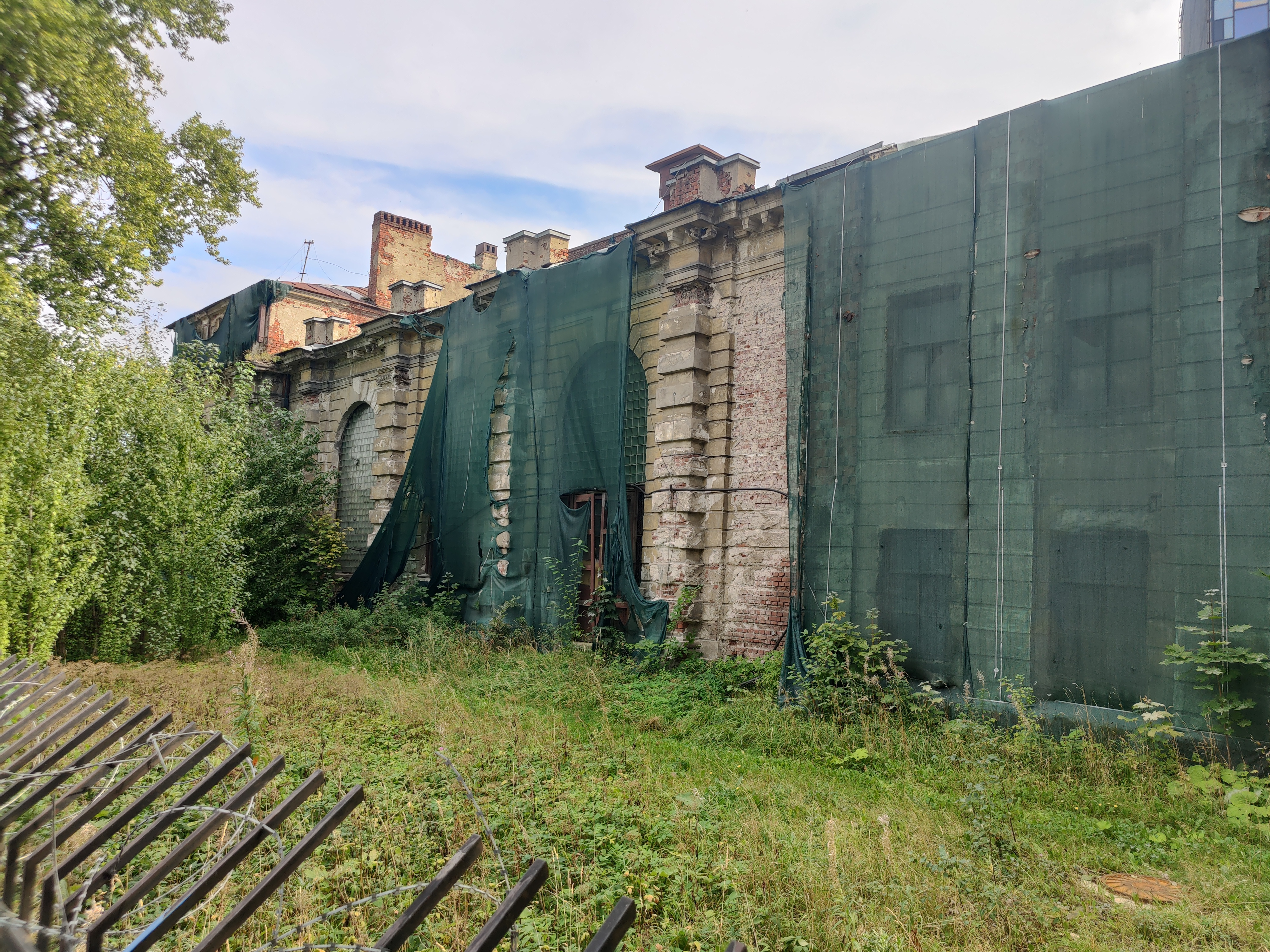
Лицевой фасад, 2023 год

Полюстровская трамвайная подстанция представляет собой каменное нежилое 2-х- 5-ти-этажное (с неглубоким техническим подпольем под машинным залом) здание, имеет сложную плановую конфигурацию. Здание поставлено со значительным отступом от красной линии Пискарёвского проспекта. К первоначальному объёму Полюстровской подстанции из одноэтажного машинного зала и трёхэтажного административного корпуса пристроены два поздних объёма: одноэтажный — к северной торцевой стене, и 2-х-этажный на три световых оси по западному и восточному фасадам — к южному торцевому фасаду. Территория подстанции огорожена по периметру металлическим забором, проход организован с северной стороны.
Исторические фасады решены в формах неоклассики. Наиболее активно декорирован западный фасад, исторически являвшийся лицевым (был обращен на Елизаветинскую улицу, ныне несуществующую). По состоянию на 2025 год западный фасад обращён к внутриквартальной застройке. Междуоконные простенки западного фасада акцентированы «муфтированными» пилястрами с капителями ионического ордера. Три оконных проёма помещения двусветного машинного зала — арочного очертания, выполнены на высоту двух этажей. Оконные проемы 2-3-го этажей — прямоугольные, декорированные замковыми камнями. Проёмы третьего этажа обрамлены профилированными штукатурными наличниками, между ними помещены филенчатые лопатки. Второй и третий этажи разделены выносным раскрепованным профилированным карнизом с поясом «сухариков» и фризом с профилированными тягами. Аналогичный антаблемент венчает объём машинного корпуса, завершенного ограждением с раскрепованными оштукатуренными тумбами и металлическим секциями между ними. Тектонику лицевого западного фасада значительно искажают северная одноэтажная и южная 2-х-этажная кирпичные пристройки 1940-х-1950-х годов. Фасады оштукатурены под линейный руст в уровне 1-2-го этажей, в уровне третьего этажа — штукатурка гладкая. Частично сохранился гранитный цоколь. Северный, восточный и южные фасады первоначального здания оформлены достаточно лаконично, углы здания рустованы. Оконные проёмы декорированы стилизованными «замковыми камнями». В завершении разновысотных объёмов корпуса — профилированный выносной карниз на гладких кронштейнах.
По состоянию на 2025 год декор фасада частично утрачен, штукатурный слой находится в аварийном состоянии. Многие оконные заполнения аварийные или полностью разрушены. Печи демонтированы. Состояние внутренней отделки — аварийное. Фрагментарно сохранилось декоративное решение вестибюля северной лестницы, в остальных помещениях декоративной отделки не имеется. Состояние объекта оценивается как крайне неудовлетворительное.